# Lexington (Oregon)
Lexington è una città degli Stati Uniti d'America situata nell'Oregon, nella Contea di Morrow.